# Шатор
Шатор је расклопив и преносив заклон и боравиште од платна, асуре или коже понтираних на костур од дрвета, метала или кости. Шатори различитих облика, размера и намене употребљавају се од најстаријих времена у свим деловима света.
Раскошни су били средњовековни европски шатори четвртоугаоног или округлог тлоцрта, који су служили у рату, лову или разним свечаним приликама. Номадска племена употребљавају шаторе још и данас за становање. Основни типови тих шатора су: куполасти (вигвам wigwam севетноамеричких Индијанаца), конусни (типи tepee америчких преријских Индијанаца), ваљкасто-конусних кожни (јурта из средње Азије, шатори са кровом (Патагонија), код којих један или више редова колаца подупиру подупиру настрешницу од напете коже, тканиве или асуре.
Шатори данас служе за војничка или туристичка логоровања, као продавнице на сајмовима, свлачионице на купалиштима, а шатори великих димензија за циркуске и сл. представе.
Облик шатора који се зове типи или типи, познат по свом конусном облику и вршном отвору за дим, такође су користила индијанска племена и абориџински канадски Индијанци великих равница од давнина, према различитим проценама од 10.000 године пре нове ере до 4.000. п. н. е.

## Историја
Шатори су коришћени бар још у раном гвозденом добу. Они се помињу у Библији; на пример, у Постанку 4:20 Јавал је описан као „први који је живео у шаторима и узгајао овце и козе“. Римска војска је користила кожне шаторе, чије копије успешно користе савремени реконструктори. Временом су се развили различити стилови, од којих неки потичу од традиционалних номадских шатора, као што је јурта.
Већина војних шатора током историје била је једноставног дизајна гребена. Највећи технолошки напредак била је употреба ланеног платна или платна од конопље за надстрешницу у односу на кожу код Римљана. Примарна употреба шатора је и даље била да обезбеде преносиво склониште за мали број људи на терену.
До Првог светског рата већи дизајнерска решења су била распоређена у позадинским подручјима да би се обезбедило склониште за помоћне активности и залихе.

## Употреба
Шаторе користе за становање номади, рекреативни кампери, војници и жртве катастрофа. Шатори се такође обично користе као надстрешнице за фестивале, венчања, дворишне забаве, велике корпоративне догађаје, покриваче за ископавања (грађевинарство) и индустријска склоништа.

### Традиционална
Шаторе су традиционално користили номадски људи широм света, као што су Индијанци, монголски, турски и тибетански номади и бедуини.

### Војска
Војске широм света одавно користе шаторе као део свог радног века. Војска преферира шаторе због њиховог релативно брзог постављања и скидања, у поређењу са традиционалнијим склоништима. Један од највећих светских корисника шатора је Министарство одбране САД. Министарство одбране САД има строга правила о квалитету шатора и спецификацијама шатора. Најчешћа употреба шатора за војску су привремене касарне (места за спавање), зграде ДФАЦ-а (трпезарија), теренски штабови, објекти за морал, добробит и рекреацију, и безбедносни контролни пунктови. Један од најпопуларнијих војних дизајна које тренутно користи Министарство одбране САД је шатор TEMPER. Тo је акроним за Tent Expandable Modular PERsonnel. Америчка војска почиње да користи модернији шатор који се зове брзо склапајуће склониште или DRASH. То је склопиви шатор са опремом за климатизацију и грејање.

### Рекреативно
Камповање је популаран облик рекреације који често укључује употребу шатора. Шатор је економичан и практичан због своје преносивости и малог утицаја на животну средину. Ови квалитети су неопходни када се користе у дивљини.

### Хитни случајеви
Шатори се често користе у хуманитарним хитним случајевима, као што су рат, земљотреси и пожари. Примарни избор шатора у хуманитарним хитним случајевима су платнени шатори, јер шатор од памучног платна омогућава функционалну прозрачност док служи сврси привременог склоништа. Шаторе које дистрибуирају организације попут UNHCR-а производе различити произвођачи, у зависности од региона где су шатори распоређени, као и у зависности од намене.
Понекад, међутим, ова привремена склоништа постану трајни или полу-трајни дом, посебно за расељене људе који живе у избегличким камповима или страћарима који не могу да се врате у свој бивши дом и за које нема доступних домова за замену.

#### Бескућништво
Шатори се све више користе као склониште за бескућнике у САД, посебно за оне у Калифорнији, Орегону и Вашингтону. Заступљеност употребе кампова је порасла средином до краја 2010-их. Шаторски градови, места великог броја шатора у којима живе бескућници и путници/скитнице, такође се често налазе у већим градовима на југу, укључујући Остин у Тексасу, који је донео ограничење на кампове за бескућнике у мају 2021. године.

### Протестни покрети
Шатори се такође често кориштени као места и симболи протеста. Године 1968, Град васкресења је имао стотине шатора које су поставили активисти у борби против сиромаштва у Вашингтону. Током 1970-их и 1980-их, антинуклеарни мировни кампови су се раширили широм Европе и Северне Америке, са највећим кампом само за жене до сада постављеним у Гринхам Комону, РАФ бази Сједињених Држава у Њуберију у Енглеској, у знак протеста против крстарећих ракета током Хладног рата. Деведесетих су кампови у оквиру протеста за заштиту животне средине били део кампање за Клаквот Саунд у Канади и друмски протестима у Великој Британији. Први камп Мреже без граница одржан је у Стразбуру 2002. године, поставши први у низу међународних кампова који се организују и данас. Остали међународни кампови 2000-их укључују окупљања контрамобилизације, као што је Хорајзон на Г8 скупу 2005. и почетак Кампа за климатску акцију 2006. Од септембра 2011. шатор се користи као симбол покрета Окупирај, међународног протестнog покретa који је првенствено усмерен против економске и социјалне неједнакости. Демонстранти овог покрета користе шаторе за стварање кампова на јавним местима у којима могу да формирају заједнице отворене дискусије и демократске акције.

## Општа разматрања
Тканина за шатор може бити направљена од многих материјала укључујући памук (платно), најлон, филц и полиестер. Памук упија воду, тако да може постати веома тежак када је мокар, али повезано отицање има тенденцију да блокира било које ситне рупе, тако да је мокар памук водоотпорнији од сувог памука. Памучни шатори су често третирани парафином да би се повећала отпорност на воду. Најлон и полиестер су много лакши од памука и не упијају много воде; са одговарајућим премазима могу бити веома водоотпорни, али имају тенденцију да се погоршавају током времена услед спорог хемијског разлагања изазваног ултраљубичастим светлом. Најчешћи третмани за водоотпорност тканине су импрегнација силиконом, или полиуретански премаз. Пошто шивање прави ситне рупе у тканини, шавови су често запечаћени или залепљени како би се те рупе блокирале и одржала водоотпорност, иако у пракси пажљиво ушивени шав може бити водоотпоран.
Отпор на кишу се мери и изражава као хидростатичка висина у милиметрима (мм). Ово указује на притисак воде потребан да продре у тканину. Јака киша или киша изазвана ветром има већи притисак од слабе кише. Стајање на подлози повећава притисак на воду испод. Тканина са хидростатичком главом од 10000  или мање најбоље се сматра отпорном на туширање, при чему је 15000  обично погодно за летње камповање. Шатори за коришћење током целе године углавном имају најмање 20000 ; шатори за експедиције намењени за екстремне услове често су оцењени на 30000 . Тамо где је наведено, подлоге могу бити оцењене за 50000  или више.